# Владислав II (Влахия)
Владислав II (на румънски: Vladislav al II-lea) е войвода на Влашко през 1447-1448 и повторно от 1448 до 1456 г. Владислав II (рум. Vladislav II; ум. 22 августа 1456) . Той е син на влашкия войвода Дан II и внук на Дан I. По линия на баща си принадлежи към династията Басараба - Данещи.
Според най-разпространената хипотеза Владислав II убива Влад II Дракул в блатата край Илфов през декември 1447 и след това подпомогнат от Янош Хуняди заема влашкия трон. Според друга той получава военна помощ от османците и измества Дан III (един от синовете на Дан II), когото убиват унгарците.
Известно е, че Владислав II не изпраща военно подкрепление на обединените християнски сили в Косовската битка през 1448 г., което довежда до влошаване на отношенията му с Янош Хуняди. Унгарският военачалник завзема Фъгъраш през 1452 г. В отговор Владислав налага ембарго на търговията с Брашов, по това време част от трансилванските владения на Хуняди. Когато през 1455 Хуняди обещава на населението на Брашов, че ембаргото ще бъде премахнато, влашкият войвода атакува крепостта Фъгъраш, връща си трансилванските земи и изгаря няколко саксонски села. Това предизвиква Хуняди да окаже военна помощ на Влад Цепеш.
На 20 август 1456 г. Цепеш убива Владислав II и застава начело на Влахия. Владислав е погребан в манастира в Дъмбовица.

## Семейство
Владислав II има брак с Някша и се предполага, че Владислав III е негов внук.